# Tramwaje w Ufie

Schemat sieci tramwajowej

Tramwaje w Ufie − system komunikacji tramwajowej działający w rosyjskim mieście Ufa.

## Historia
Pierwsze plany budowy tramwajów w Ufie pochodzą z 1898. Tramwaje w Ufie uruchomiono 1 lutego 1937. Na początku II wojny światowej długość trzech linii tramwajowych wynosiła 21 km. Do 1986 w wyniku ciągłej rozbudowy długość linii osiągnęła swą maksymalną długość 156 km. Do 1995 długość linii się nie zmniejszyła. Sieć była obsługiwana przez 23 linie. W 2000 rozpoczął się proces likwidacji części połączeń w wyniku czego do 2005 w Ufie pozostało 20 linii. W marcu 2011 działało 13 linii.

## Zajezdnie
W Ufie do 2003 działały trzy zajezdnie. Obecnie funkcjonują dwie zajezdnie tramwajowe:
- Депо № 1 (zajezdnia nr 1), obsługuje linie: 1, 4K, 5, 7, 10, 16,18, 21
- Депо № 2 (zajezdnia nr 2), obsługuje linie: 3, 6, 8, 12

## Tabor
Na początku II wojny światowej w Ufie było 17 wagonów silnikowych i 15 wagonów doczepnych. Tabor tramwajowy w Ufie składa się z 169 tramwajów w tym 5 częściowo niskopodłogowych – KTM-23.
| typ        | sztuk |
| ---------- | ----- |
| Tatra T3SU | 27    |
| Tatra T3D  | 47    |
| KTM-5A     | 10    |
| KTM-8K     | 64    |
| KTM-8KM    | 7     |
| Tatra T6B5 | 4     |
| LM-93      | 2     |
| 71-402     | 1     |
| KTM-19K    | 1     |
| KTM-19A    | 1     |
| KTM-23     | 5     |

Tabor techniczny składa się z 20 wagonów.